# 90式坦克 (中华人民共和国)
90式主战坦克在国际上也被称作90-Ⅱ式（这是最初于1991年首次公布在媒体杂志上的型号），是中國北方工業公司继85-IIM坦克之后，由外国用户提出要求推出的一种专供出口的第三代主战坦克的样车，采用全新的车体设计，在国内无法提供能满足用户要求的动力-传动系统的前提下，只好选用国外设备。90-II式既没有取得外贸出口订单，也没有被中国人民解放军装备，主要原因是其只是一种实验性质的外贸型号样车，性能并未达到预先的设计要求。 但是90-II成为了与巴基斯坦合作研发MBT-2000主战坦克项目的基础，也对中国研发国产三代坦克有重要影响，其研制经验被运用到ZTZ-99主战坦克的研发。

## 历史
1990年中国与巴基斯坦签订联合研制合同，在当时代号“WZ123”的中国三代坦克工程早期技术储备的基础上，共同研发符合巴基斯坦要求的三代坦克。自1990年至1994年设计研制首台90-II坦克样车，之后，中国北方工业 (NORINCO) 与巴基斯坦塔克西拉重工 (HIT) 继续合作发展90-II坦克。90-II坦克总设计师是马成荫。
在1994年至1999年间，共研制了4台试验样车，供巴基斯坦军方进行测试。
后续发展定型為专用于外贸的MBT-2000主战坦克（又命名为VT-1），由巴基斯坦特許生產的命名為“阿利·哈立德”主战坦克。在MBT-2000基础上升级改型称为MBT-3000主战坦克（又命名VT-4）。

## 設計
90-II坦克车体整体设计利用了代号“WZ123”项目先期技术成果，即中国后来研制的ZTZ-99主战坦克的早期试验样车，在车体设计上一脉相承，借鉴苏制T-72坦克的车体技术结合既有技术为基础。90-II坦克安装一门中国产125毫米口径的滑膛坦克炮（外观与苏制2A46M坦克炮相似），采用先进的液压自紧身管与内膛镀铬技术，身管寿命与精度方面优于苏联原型2A46M炮，带有自动装弹机。90-II坦克使用1,200马力的柴油发动机，动力装置可整体吊装。该坦克比中国之前的主战坦克都要重得多，接近50吨，这款坦克标志着中国的坦克设计理念出现了转变。
最初90-II坦克並非一種全新設計，大概45%的零件來自現有的設計，當中10%來自59式，15%來自69式，20%來自85式，剩餘的55%才是新零件。 与之前的型号相比，这款坦克的火控系统有了改进，研制过程中采用下反稳像式火控系统，用热成像仪替代微光夜视仪，增加自动跟踪系统；90-II坦克设计了低矮的外形并提高了防护能力，之后的发展型号更升级安装爆炸反应装甲。90-II是中国第一种使用模块化装甲的坦克，装甲中损坏的部分可以单独被拆下替换。
随着在研制中系统的不断增加与复杂化，炮塔外观也呈现不同的变化。

## 型号
- 90-II － 原型车采用1200匹马力级的德国MTU的MB871 或英国帕金斯 (Perkins) CV12-1200TCA 柴油发动机和數字火控系統，因制裁中断来源没有继续发展。在1997年3月的防务展上曾出現一台90-II用的是英国挑战者2坦克用的CV12-1200hp发动机。
- 90-IIA － 為巴基斯坦設計的型号，原定采用法國製1500马力V系列柴油发动机，但因為美印戰略關係壓力下此引擎无法获得，故没有继续发展。

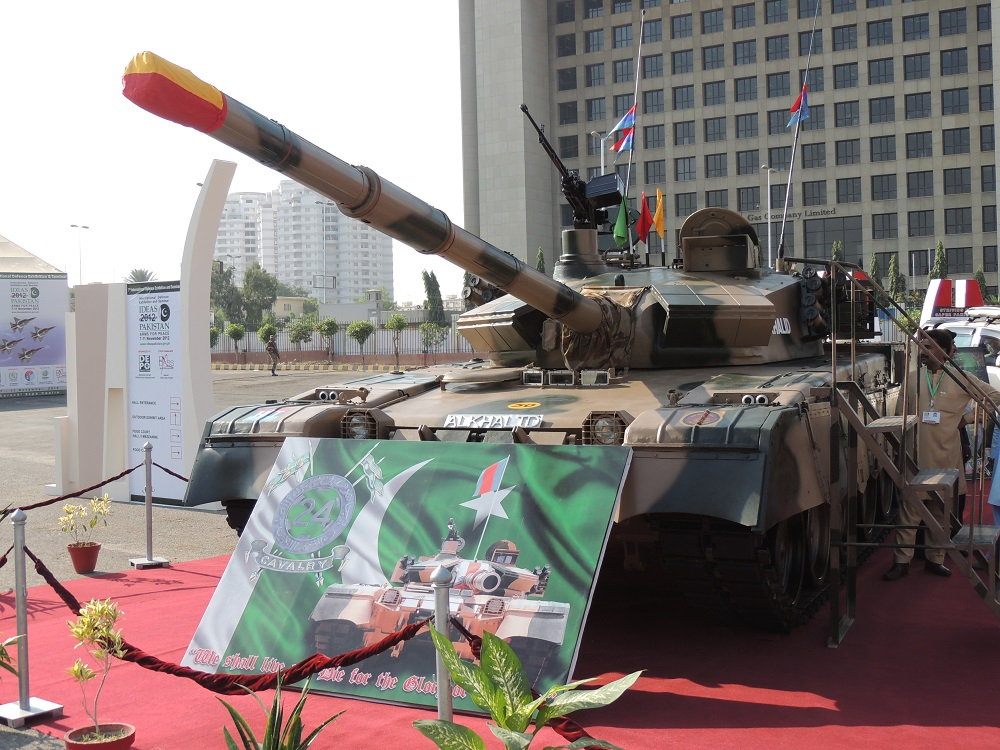
MBT-2000／阿利·哈立德 坦克

- 90-IIM － 是90-II的后续改进，采用烏克蘭製1200马力的6TD-2型二冲程柴油机和半自动双侧行星传动，车体和炮塔前弧增加了一层附加装甲。后续是与巴基斯坦合作开发，1996年动力系统通过巴军方测试，2000年设计定型，中方称为MBT-2000，巴基斯坦特許生產的名為“哈立德”主战坦克，中国又称为VT-1用于出口。后续换中国产动力舱的升级改型称为MBT-3000又命名VT-4，在2014年首次公开展示。
- 90-III － 2004年曝光的改型，加裝類似99式的契形雙反裝甲和新射控系統。在90-III坦克项目中采用中国研制的动力舱。但在实验中传动系统故障率高，导致项目失败。
- BW654 - 与90-II坦克配套研制的坦克抢救牵引车，起吊能力可达25吨，在战场更换坦克负重轮或履带时，可把被修理一侧车体完全吊起来。

## 外部連結
- （英文）－Sino Defence